# .kg
.kg er et nationalt topdomæne, der på internettet er reserveret til Kirgisistan.
| Nationale topdomæner | Spire Denne artikel om nationale topdomæner er en spire som bør udbygges. Du er velkommen til at hjælpe Wikipedia ved at udvide den. |